# Aeroportul Papa Stour
Aeroportul Papa Stour (IATA: PSV) este un aeroport din Shetland, Scoția, Regatul Unit.
aeroportul dispune de o singură pistă.